# Тре Коли (Латина)
Тре Коли је насеље у Италији у округу Латина, региону Лацио.
Према процени из 2011. у насељу је живело 131 становника. Насеље се налази на надморској висини од 112 м.